# Акатов, Александр Иванович
Алекса́ндр Ива́нович Ака́тов (1874—?) — русский военный  деятель, полковник  (1915). Герой Первой мировой войны.

## Биография
В 1893 году  после окончания Симбирского кадетского корпуса вступил в службу. В 1895 году после окончания Константиновского артиллерийского училища произведён подпоручики и выпущен в 35-ю артиллерийскую бригаду 35-й пехотной дивизии. В 1898 году произведён в поручики, в 1902 году в штабс-капитаны, в 1906 году в капитаны. В 1913 году произведён в подполковники, командир 5-й батареи 35-й артиллерийской бригады.

С 1914 года участник Первой мировой войны, во главе своей батареи. 9 марта 1915 года за храбрость награждён Георгиевским оружием: 
За то, что в бою 18 августа 1914 года под деревней Вишневой, находясь на передовом наблюдательном пункте, в сфере действительного огня, корректировал стрельбу своей батареи, чем оказал содействие для наступления пехоты
В 1916 году произведён в полковники, командир 2-го дивизиона 35-й артиллерийской бригады. После Октябрьской революции 1917 года в эмигрировал в Болгарию.

## Награды
- Орден Святой Анны 3-й степени (Мечи и бант — ВП 9.01.1916)
- Орден Святого Станислава 2-й степени  (Мечи — ВП 3.09.1916)
- Орден Святой Анны 2-й степени  (Мечи — ВП 7.06.1916)
- Орден Святого Владимира 4-й степени с мечами и бантом (ВП 12.02.1915)
- Георгиевское оружие (ВП 9.03.1915)
- Орден Святого Владимира 3-й степени с мечами (ВП 9.08.1916)